# Cerkiew św. Spirydiona w Cargèse
Cerkiew św. Spirydiona w Cargèse – cerkiew należąca do parafii Greckiego Kościoła katolickiego w Cargèse.
Cerkiew została zbudowana na miejscu wcześniejszej świątyni. Od początku swojego istnienia była to siedziba parafii uznającej zwierzchność papieża - porzucenie prawosławia było warunkiem zgody władz włoskich na osiedlenie się społeczności emigrantów z Grecji na Korsyce w 1673 r. Prace budowlane nad jej wzniesieniem zostały rozpoczęte w 1852 r. i trwały przez dwadzieścia lat. We wnętrzu znajduje się drewniany ikonostas z 1886 r. Cerkiew posiada dwie kaplice boczne pod wezwaniem Matki Bożej (po lewej stronie prezbiterium) i św. Spirydiona (po prawej).